# Kathy Reichs
Kathleen Joan „Kathy“ Reichs (* 7. července 1948) je americká forenzní antropoložka, akademička a spisovatelka. Je jednou z mála držitelek certifikátu Americké rady pro forenzní antropologii a v současné době je emeritní profesorkou antropologie na University of North Carolina v Charlotte. Kromě toho je autorkou mnoha bestsellerů a spolu se svým synem Brendanem vydala šest románů pro mládež. Její práce a romány se staly předlohou pro televizní seriál Sběratelé kostí.

## Mládí a studia
Kathleen Joan Toelle se narodila v roce 1948 v Chicagu ve státě Illinois. V roce 1971 získala bakalářský titul v oboru antropologie na Americké univerzitě ve Washingtonu. V roce 1972 dokončila magisterské studium fyzické antropologie na Severozápadní univerzitě a v roce 1975 zde získala doktorát z fyzické antropologie.

## Profesní život
Kathy Reichs zahájila svou pedagogickou kariéru v roce 1974 jako odborná asistentka na Northern Illinois University v okrese DeKalb ve státě Illinois. V té době také vedla kurzy v nápravném zařízení Stateville Correctional Center v Jolietu v Illinois. V roce 1981 začala vyučovat jako odborná asistentka na Davidson College v okrese Davidson v Severní Karolíně. V tomto období také přednášela na University of North Carolina v Charlotte. V roce 1988 se stala docentkou a v roce 1996 řádnou profesorkou. Působila také jako hostující profesorka na Pittsburské univerzitě a na Concordia University a McGill University v Montréalu v kanadské provincii Québec. V současnosti je emeritní profesorkou na katedře antropologie na University of North Carolina v Charlotte. Je držitelkou čestného doktorátu Concordia University v Montréalu.
Reichs svědčila v Tanzanii před Mezinárodním trestním tribunálem OSN pro Rwandu a pomáhala Nadaci pro guatemalskou forenzní antropologii při exhumaci masového hrobu v oblasti jezera Atitlán na vysočině v jihozápadní Guatemale. Během své kariéry pomáhala při identifikaci válečných obětí z  druhé světové války a korejské a vietnamské války. Podílela se také na identifikaci obětí teroristických útoků ve Světovém obchodním centru z 11. září 2001.
Patří mezi 119 soudních antropologů jmenovaných Americkou radou soudní antropologie a byla členkou představenstva a viceprezidentkou Americké akademie forenzních věd a Americké rady forenzní antropologie a členkou Národní poradní rady policejních služeb v Kanadě. Dlouhá léta poskytovala konzultace Úřadu hlavního soudního lékaře v Severní Karolíně a Laboratoři soudních věd a lékařské vědy pro provincii Québec. Po nějaký čas jezdila každoročně do Quantica školit agenty FBI, jak odhalovat a vyzvedávat lidské ostatky.
Reichs publikovala řadu odborných prací. Je editorkou tří odborných knih: Hominid Origins: Inquiries Past and Present (1983), Forensic Osteology: Advances in the Identification of Human Remains (1986) a Forensic Osteology II: Advances in the Identification of Human Remains (1998). Kromě toho přispěla kapitolami do mnoha dalších odborných knih z oblasti forenzní antropologie a publikovala články v mnoha odborných časopisech. Podílela se také na předmluvě k několika dalším odborným pracím, včetně řady vědeckých knih pro děti.

## Literární činnost
Kromě odborných knih napsala Reichs také 23 detektivních románů, které byly přeloženy do 30 jazyků včetně češtiny. Proslavila se hned svým prvním románem Přijdu tě zabít (Déjà Dead), který v roce 1997 získal Ellisovu cenu za nejlepší prvotinu. V něm poprvé vystupuje hrdinka Temperance „Tempe“ Brennanová, která je stejně jako autorka forenzní antropoložkou a která má řadu stejných vlastností jako sama spisovatelka, ale v jejich osobním životě jsou rozdíly, například v alkoholismu postavy. Velká část románů je založena na skutečných vědeckých poznatcích a Reichs prohlásila, že úzkostlivě dbá na to, aby věda byla zachycena správně. Ve svých románech využívá zkušenosti ze své kariéry, například v románu Grave Secrets (Hrobová tajemství) využívá své zkušenosti z návštěvy Guatemaly.
Se svým synem Brendanem začala psát i knihy pro mládež (např. Virus a Poklad), ve kterých líčí dobrodružství čtrnáctileté Tory Brennanové, blízké příbuzné její hrdinky Tempe z detektivních románů.

## Televize
Kathy Reichs je producentkou a autorkou předlohy televizního seriálu Sběratelé kostí, který vychází z její práce a jejích románů a je jedním z nejdéle vysílaných seriálů. V seriálu vystupuje forenzní antropoložka Temperance Brennanová, ale televizní postava je mladší než knižní a i její soukromý život se od toho knižního odlišuje. Televizní Brennanová si navíc přivydělává jako spisovatelka a píše o fiktivní forenzní antropoložce jménem Kathy Reichs.

## Osobní život
Od roku 1968 je provdaná za Paula Aivarse Reichse. Mají tři děti, dcery Kerry a Courtney a syna Brendana.

## Dílo, výběr
Romány přeložené do češtiny
- 1997 Přijdu tě zabít
- 1997 Přijdu tě zabít / Mrtvá světice / Smrtící rozhodnutí
- 2001 Osudová cesta
- 2003 Holé kosti
- 2003 Smrtící rozhodnutí
- 2004 Smutné pondělí
- 2006 Kosti v písku
- 2007 Kosti na popel
- 2008 Ďáblovy kosti
- 2010 206 kostí
- 2010 Osudová cesta, Vážná tajemství, Divoké kosti
- 2010 Pavoučí kosti
- 2010 Svaté kosti / Kosti v písku / Kosti na popel
- 2010 V hlavní roli Temperance Brennanová: Ďáblovy kosti / 206 kostí / Pavoučí kosti
- 2010 Virus, autoři Kathy Reichs a Brendan Reichs
- 2011 Poklad, autoři Kathy Reichs a Brendan Reichs
- 2012 Kosti jsou věčné
- 2012 Temné kosti
- 2013 Kosti zmizelých
- 2013 Šifra, autoři Kathy Reichs a Brendan Reichs
- 2014 Kosti nikdy nelžou
- 2014 Únos, autoři Kathy Reichs a Brendan Reichs
- 2015 Zúčtování, autoři Kathy Reichs a Brendan Reichs
- 2016 Sbírka kostí
- 2016 Stopa, autoři Kathy Reichs a Brendan Reichs
- 2016 Svědectví kostí
- 2020 Falešné kosti